# Joy Ngiaw
Joy Ngiaw (23 novembre 1994) è una compositrice malese, autrice di colonne sonore cinematografiche.
La sua colonna sonora per Apple TV+ e l'animazione di debutto di Skydance Blush aveva vinto il Best Music Award da Hollywood Music in Media ed è stata nominata per un Annie Awards. 
Ha anche segnato il logo inaugurale dello studio di Skydance Animation. 
Altri progetti recenti includono Netflix e lo show televisivo della CBS Glamorous, Walt Disney Animation Studio's Corto circuito Short Circuit: Jing Hua, e Agente speciale Ruby (Rescued by Ruby) di Netflix.

## Biografia
Joy è nata nel Pahang, Stato della Malaysia, e cresciuta a Shanghai, in Cina. 
Ha iniziato a suonare il pianoforte classico all'età di 6 anni e aveva suonato il pianoforte per la New Shanghai Orchestra negli anni del liceo. Ha poi frequentato il Berklee College of Music per una specializzazione in Film Scoring e un minore in Video Game Scoring. Al Berklee College of Music, Joy è stato uno degli otto studenti scelti per comporre una nuova colonna sonora per F.W. Il classico del 1922 di Murnau, Nosferatu, che è stato eseguito dai Boston Pops alla Boston Symphony Hall venerdì 30 ottobre 2015.

## Filmografia

### Colonne sonore

#### Lungometraggi
- Agente speciale Ruby (Rescued by Ruby), regia di Katt Shea (2022)

#### Cortometraggi
- Blush, regia di Joe Mateo (2021)

#### Serie televisive
- Glamorous – serie TV, (2023-presente)

#### Serie animate
- Corto circuito – serie TV, 1 episodio (2020)
- WondLa - serie animata, 7 episodi (2024)

## Riconoscimenti
- Annie Awards 
  - 2022 [1][2] – Candidatura per la miglior colonna sonora in una produzione televisiva d'animazione per Blush
  - 2025 [1][3] – Candidatura per la miglior colonna sonora in una produzione televisiva d'animazione per l'episodio Capitolo 5: prigioniera da WondLa